# Rockea Bien Duro
Rockea Bien Duro é o nono e último álbum de estúdio do grupo musical mexicano de rock Moderatto. O seu lançamento ocorreu em 18 de agosto de 2022, através da gravadora Universal Music México. O álbum é um tributo a música do grupo pop mexicano RBD (2004-09), contendo 10 canções do repertório do grupo pop.
Com 7 singles lançados, o álbum contém parcerias com artistas como Anahí, Danna Paola, Denise Rosenthal, Aczino, Camila Fernández, Aitana e Paula Fernandes.

## Antecedentes e lançamento
Em novembro de 2021, o integrante da banda Moderatto, Iñaki Vázquez, confirmou que o grupo lançaria um álbum com regravações de canções do grupo pop mexicano RBD. A ideia inicial foi da gravadora Universal em razão do lançamento da série mexicana Rebelde da Netflix que fora lançada em janeiro de 2022.
Vázquez também anunciou durante a premiação MTV Millennial Awards em 10 de julho de 2022, que o álbum seria lançado no dia 18 de agosto do mesmo ano.

## Divulgação

### Singles
- O primeiro single do álbum foi a canção "Nuestro Amor" em parceria com a cantora mexicana Anahí, sendo lançada em 3 de dezembro de 2021.[5][6][7]
- O segundo single do álbum foi a canção "Ser O Parecer (Versión 2022)", onde contou com a participação do rapper mexicano Aczino e da cantora peruana Nicole Favre e foi lançada em 15 de fevereiro de 2022.[8][9]
- "Sólo Quédate En Silencio" foi lançada com terceiro single em parceria com a cantora mexicana Danna Paola e lançado em 7 de março de 2022.[10][11][12]
- "Este Corazón" é o quarto single do projeto e contou com a participação da cantora chilena Denise Rosenthal, seu lançamento ocorreu em 22 de abril de 2022.[13][14][15]
- Lançada como quinto single, "Sálvame" foi lançada em 26 de maio de 2022 e contou com a participação da cantora espanhola Aitana.[16][17][18]
- "Un Poco de Tu Amor" foi lançado como sexto single do álbum em 15 de julho de 2022, contendo a participação da cantora mexicana Camila Fernández.[19][20]
- O sétimo single do projeto foi a canção "Rebelde" onde Moderatto dividiu os vocais com a cantora brasileira Paula Fernandes e seu lançamento ocorreu em 18 de agosto de 2022.[21]

### Apresentações ao vivo
A banda Moderatto realizou em 9 de março de 2022 um show no Auditório Nacional, na Cidade do México, onde interpretou algumas canções do álbum, como "Un Poco De Tu Amor" com Camila Fernandez, "Aún Hay Algo" com Rene, "Ser O Parecer" com Nicole Favre e Aczino, além de "Nuestro Amor" e "Sólo Quédate en Silencio", esta última contaria com a presença da cantora Danna Paola, mas recusou o convite devido ao falecimento de sua avó.
A primeira apresentação televisionada aconteceu durante a premiação MTV Millennial Awards México em 10 de julho de 2022, onde o grupo interpretou as canções "Ser O Parecer" com Nicole Favre e Aczino e "Sólo Quédate en Silencio" com a cantora Danna Paola.

## Lista de faixas
Todas as faixas produzidas por Jay de la Cueva e Ettore Grenci.
| N.º            | Título                                                     | Compositor(es)                 | Duração |  |
| 1.             | "Ser O Parecer (Versión 2022)" (com Aczino e Nicole Favre) | Armando Ávila                  | 3:48    |  |
| 2.             | "Inalcanzable" (com Susana Cala)                           | Carlos Lara                    | 3:41    |  |
| 3.             | "Sólo Quédate en Silencio" (com Danna Paola)               | Mauricio Arriaga               | 3:54    |  |
| 4.             | "Sálvame" (com Aitana)                                     | Lara Max di Carlo Pedro Damián | 3:43    |  |
| 5.             | "Un Poco de Tu Amor" (com Camila Fernández)                | Lara di Carlo                  | 3:38    |  |
| 6.             | "Este Corazón" (com Denise Rosenthal)                      | Ávila                          | 3:26    |  |
| 7.             | "Nuestro Amor" (com Anahí)                                 | Lara di Carlo                  | 3:43    |  |
| 8.             | "Rebelde" (com Paula Fernandes)                            | Lara di Carlo                  | 3:38    |  |
| 9.             | "Tras de Mí" (com Pitizion)                                | Lara di Carlo Damián           | 3:22    |  |
| 10.            | "Aún Hay Algo" (com Renee)                                 | Lara di Carlo                  | 3:44    |  |
| Duração total: | Duração total:                                             | Duração total:                 | 36:43   |  |

## Histórico de lançamento
| Região | Data                 | Formato(s)                 | Gravadora(s)           | Ref.                |
| ------ | -------------------- | -------------------------- | ---------------------- | ------------------- |
| Mundo  | 18 de agosto de 2022 | Download digital streaming | Universal Music México | [ 2 ] [ 26 ] [ 27 ] |